# Jakov Polje
Jakov Polje falu Horvátországban, Tengermellék-Hegyvidék megyében. Közigazgatásilag Novi Vinodolskihoz tartozik.

## Fekvése
A horvát tengerpart északi részének közepén, Novi Vinodolskitól 10 km-re délkeletre, a tengerparttól 2 km-re fekszik.

## Története
1857-ben 384, 1910-ben 402 lakosa volt. 1920-ig Modrus-Fiume vármegye Novi járásához tartozott. 2011-ben 17 állandó lakosa volt.

## Lakosság
| Lakosság változása | Lakosság változása | Lakosság változása | Lakosság változása | Lakosság változása | Lakosság változása | Lakosság változása | Lakosság változása | Lakosság változása | Lakosság változása | Lakosság változása | Lakosság változása | Lakosság változása | Lakosság változása | Lakosság változása | Lakosság változása |
| ------------------ | ------------------ | ------------------ | ------------------ | ------------------ | ------------------ | ------------------ | ------------------ | ------------------ | ------------------ | ------------------ | ------------------ | ------------------ | ------------------ | ------------------ | ------------------ |
| 1857               | 1869               | 1880               | 1890               | 1900               | 1910               | 1921               | 1931               | 1948               | 1953               | 1961               | 1971               | 1981               | 1991               | 2001               | 2011               |
| 387                | 1922               | 402                | 248                | 238                | 255                | 225                | 190                | 147                | 132                | 90                 | 66                 | 48                 | 30                 | 25                 | 17                 |

## Nevezetességei
A település központjában áll Szent Jakab tiszteletére szentelt temploma.